# Gens Duilia
La gens Duilia o Duillia fue una familia de plebeyos de la Antigua Roma. El primero de la gens en conseguir prominencia fue Marcus Duilius, tribuno de la plebe en 471 a. C.. La familia produjo varios estadistas importantes en los primeros tres siglos de la República, antes de apagarse en la oscuridad.

## Origen
El carácter plebeyo de esta gens está atestiguado por el hecho de ser Marcus Duilius tribuno de la plebe en 471 a. C., y más allá por la declaración de Dionysius, quien expresamente dice, que el decemviro Caeso Duilius y dos de sus colegas eran plebeyos. En Livio leemos, que todos los decemviros habían sido patricios; pero esto tiene que ser considerado como mera aserción apresurada que Livio pone en boca del tribuno Canuleius, pues Livio mismo, en otro pasaje establece expresamente, que Gaius Duilius, el tribuno militar, era plebeyo.

## Praenomina usados
Los praenomina utilizados por los Duilii son Marcus incluido, Caeso, y Gaius.

## Ramas y cognomina
El único cognomen que utiliza esta gens es Longus.